# Llum (enginyeria)

Llum és equivalent a «distància en projecció horitzontal».

En arquitectura, enginyeria i construcció se sol utilitzar la paraula llum per designar la distància, en projecció horitzontal, existent entre els suports d'una biga, en un pont. De vegades sol emprar-se com a sinònim de vano. D'aquesta forma s'empra per quantificar la distància de l'obertura que hi ha entre els dos estreps, o suports, d'un arc. En ser considerada una distància, la llum es mesura necessàriament en les unitats de longitud corresponent. L'espai entre els suports se sol denominar  interllum .

## Característiques
En l'actualitat designa l'extensió entre els suports d'elements constructius anàlegs sotmesos a flexió predominant, en què aquest distància resulta rellevant des del punt de vista resistent:
- El moment flector de càrregues puntuals és proporcional a la llum.
- El moment flector de càrregues distribuïdes, com el mateix pes, sol ser proporcional al quadrat de la llum.